# برزیل در المپیک تابستانی ۱۹۷۲
برزیل در بازی‌های المپیک تابستانی ۱۹۷۲ که در شهر مونیخ آلمان غربی برگزار شد، کاروان برزیل با ۸۱ ورزشکار در این رقابت‌ها شرکت کرد و موفق به کسب ۲ مدال (۰ طلا، ۰ نقره، ۲ برنز) شد. در جدول رتبه‌بندی توزیع مدال‌ها، برزیل در ردهٔ ۴۱ مسابقات قرار گرفت.